# ساما لوکوند
ژان-میشل ساما لوکوند کینگه (زاده ۴ اوت ۱۹۷۷) سیاستمدار اهل جمهوری دموکراتیک کنگو از استان کاتانگا سابق است که از سال ۲۰۲۱ تا ۲۰۲۴ به عنوان نخست‌وزیر جمهوری دموکراتیک کنگو مشغول به کار بود.